# René Marcil
René Marcil   né le 29 mai 1917 à Montréal et mort le 25 septembre 1993 est un peintre et illustrateur de mode québécois. Il passe l'essentiel de sa vie professionnelle à New York, Paris, Londres  et la Côte d'Azur. Après guerre, son rôle est central dans le succès du lancement de la collection New Look de Christian Dior aux États-Unis.

## Jeunesse et études
Dans sa jeunesse, alors qu'il se remet d'une opération chirurgicale majeure, il collectionne et copie des images saintes, des reproductions de Raphael et Piero Della Francesca. À 14 ans, il est admis à l'École des Beaux-Arts de Montréal. 

## Carrière
Selon le conservateur du Musée des Arts Décoratifs, les dessins de mode de René Marcil sont expressifs et raffinés, il fut  le « choix parfait pour réinterpréter la vision de Dior. »
En 1947, les illustrations de René Marcil de mannequins portant ce qui est devenu les tenues « New Look » de Dior ont contribué à l'attrait de la collection auprès des femmes américaines. Il est reconnu que l'expression « New Look » a été inventée par Carmel Snow alors rédactrice en chef de l'édition américaine de Harper's Bazaar.
L'écrivain et conservateur Alexander Fury écrit qu'en 1956, la maison Dior générait la moitié des exportations de haute couture française vers les États-Unis et qu'en 1958, elle employait 1 500 personnes. Le magazine Time rapporte : « Dior est l’Atlas, qui soutient l’ensemble de l’industrie de la mode française ».
René Marcil s'installe à Paris au milieu des années 1950, fréquente l'Académie de la Grande-Chaumière, et devient membre du mouvement d'abstraction lyrique, un mouvement parallèle à l'expressionnisme abstrait américain.
Il évolue ensuite vers le néo-expressionnisme parfois appelé les « nouveaux fauves » . Le style est caractérisé par une subjectivité intense et une manipulation brutale des matériaux. Son talent de coloriste devient évident dans son idéalisation de la perception visuelle. Au cours de sa période néo-expressionniste, René Marcil est influencé par le mouvement littéraire naturaliste.
Dans l'extrait du catalogue de Cornette de Saint-Cyr, le rédacteur indique : « Dans un jaillissement du sujet, de la forme, de couleurs flamboyantes, l’œuvre de Marcil tente de répondre à ses pairs dans un langage plus accessible aux aspirations de la nouvelle génération… Répertoire hybride qui est le sien, sa peinture décontractée s’inspire du quotidien qu’il démaquille. »
René Marcil est présent  dans les collections permanentes du Musée des Arts décoratifs.